# Perská kočka činčila
Perská kočka činčila je jednou z prvních záměrně vyšlechtěných variet kočky perské. Poprvé byla v samostatné třídě vystavována v londýnském Crystal Palace v roce 1894. Má plochý nos a mírně vypouklé čelo. Tyto kočky jsou většinou dlouhosrsté, proto vyžadují každodenní péči. Hlava perské kočky je masivní s dvěma velkýma očima.

## Perská kočka činčila
Je jednou z prvních záměrně vyšlechtěných variet kočky perské. Poprvé byla v samostatné třídě vystavována v londýnském Crystal Palace v roce 1894.

### Tělesný rámec
Výstavní standard (FIFe) má na činčily stejné požadavky jako na ostatní peršanky: Hlava je kulatá a masivní, sedí na krátké a silné šíji. Malé a kulaté uši jsou nasazeny nízko na hlavě. Oči jsou velké a kulaté. Profil má mít „stop“, což je krátké. hluboké prohnutí linie mezi čelem a nosem. Dále má mít plné tváře, široké a silné čelisti s dobře vyvinutou bradou. Tělo je velké s krátkými a silnými končetinami - COBBY. Tlapky jsou velké a kulaté. Ocas je krátký a hustě osrstěný. Srst je dlouhá, hustá, hedvábná a měkká. Je nadýchaná, plná lesku a kolem krku tvoří límec.
Činčily bývají celkově drobnější než jiné varianty perských koček, dospělá samice váží často jen okolo 2 a půl kilogramu. Dlouhá léta byl typ činčil výrazně slabší, podobaly se více starému typu peršanek, místo moderního "peke" typu, a posuzovatelé - výstavní rozhodčí - to na výstavách tolerovali. Díky usilovné šlechtitelské práci několika zapálených chovatelů se kolem poloviny prvního desetiletí 21. století podařilo vyšlechtit perské činčily v typu zcela srovnatelném s ostatními perskými variantami.

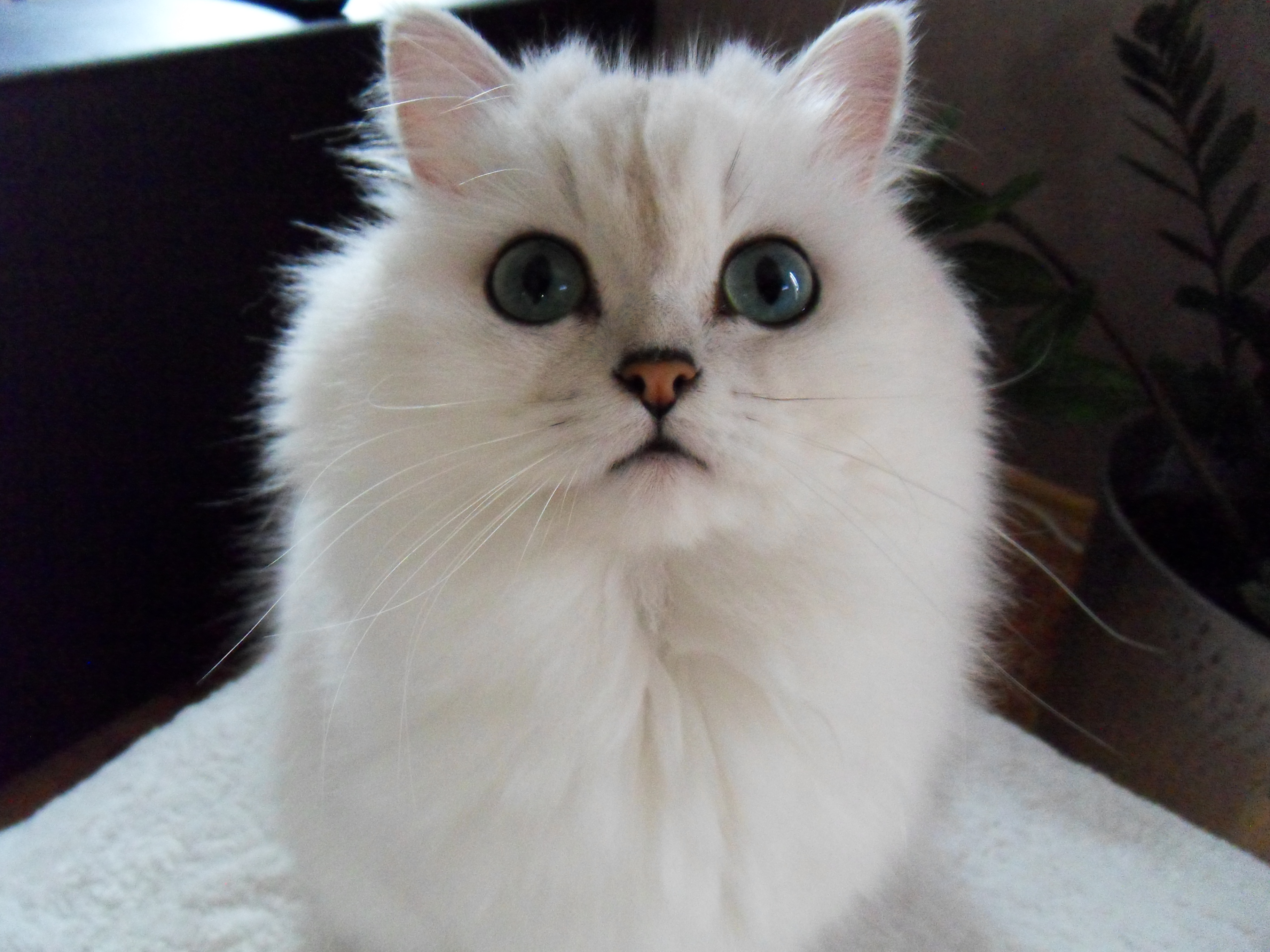

### Barva srsti
Právě zbarvení srsti nejvýrazněji odlišuje činčily od ostatních peršanek. Kočka vypadá jako bílá, až při podrobnějším pohledu zjistíme, že konečky srsti jsou zabarvené. Takové zbarvení nazýváme tiping. Geneticky jde o kresbu, která je "vytlačena" až na špičku chlupu, přičemž působením inhibitoru je změněná základní podkladová barva z teple pískové na stříbřitou. Obdobou jsou kočky zlaté, u kterých zůstalo původní zbarvení podkladové barvy srsti - teple pískové - zachováno.
Podle délky probarvené části rozlišujeme činčily (zbarvená je maximálně vrchní 1/8 chlupu) a stínované.
Nejčastěji je špička chlupu zbarvena černě. Existují ale také modré činčily či modré zlaté kočky, kdy je špička chlupu zbarvena vlivem modrého ředění modře.
Ideálem je stejnoměrné zbarvení bez náznaků kresby. Pokud je kresba výrazná, mluvíme o stříbřité nebo zlaté kočce s kresbou (mramorováním, tygrování, tečkováním).

### Oči
Pro perské činčily a od nich odvozené varianty je v rámci FIFe povolena pouze zelená barva očí. Oči bývají velmi výrazné, velké a kulaté, orámované základní barvou, stejně jako nosní zrcátko.